# Drage (Nordfriesland)
Drage település Németországban, Schleswig-Holstein tartományban. Lakosainak száma 647 fő (2023. december 31.).

## Népesség
A település népességének változása:
| Lakosok száma | 461  | 612  | 654  | 650  | 655  | 646  | 647  |
|               | 1975 | 2014 | 2017 | 2019 | 2021 | 2022 | 2023 |